# 거리 공간
수학에서 거리 공간(距離空間, 영어: metric space)은 두 점 사이의 거리가 정의된 공간이다. 거리의 정의에 따라 표준적인 위상을 갖는다.

## 정의
집합 {\displaystyle X} 위의 거리 함수(距離函數, 영어: metric function)는 다음 조건을 만족시키는 함수
{\displaystyle d\colon X\times X\to [0,\infty )}
이다.
- (구분 불가능한 점의 동일성) 임의의 {\displaystyle x,y\in X}에 대하여, {\displaystyle d(x,y)=0\iff x=y}
- (대칭성) 임의의 {\displaystyle x,y\in X}에 대하여, {\displaystyle d(x,y)=d(y,x)}
- (삼각 부등식, 영어: triangle inequality) 임의의 {\displaystyle x,y,z\in X}에 대하여, {\displaystyle d(x,y)+d(y,z)\geq d(x,z)}

마지막 두 공리는 다음과 같은 하나의 공리로 대체시킬 수 있다.
- (삼각 부등식) {\displaystyle d(z,y)+d(y,x)\geq d(x,z)}

여기서 {\displaystyle z=y}로 잡으면 {\displaystyle d(y,x)=d(x,y)}가 되어, 대칭 공리를 얻는다. 거리 함수의 정의에서, 첫째 조건을 {\displaystyle d(x,y)=0\Longleftarrow x=y}로 약화시키면 유사 거리 함수의 개념을 얻는다.
거리 공간 {\displaystyle (X,d)}은 거리 함수가 주어진 집합이다.

### 거리 공간의 특별한 집합
거리 공간 {\displaystyle X}에서, 점 {\displaystyle x\in X}를 중심으로 하는, 반지름이 {\displaystyle r\in \mathbb {R} ^{+}}인 열린 공 {\displaystyle B_{r}(x)}는 다음과 같다.(저자에 따라서는 {\displaystyle B(x,r)}로 적기도 한다.)
{\displaystyle B_{r}(x)=\{y\in X\colon d(x,y)<r\}}
점 {\displaystyle x\in X}를 중심으로 하는, 반지름이 {\displaystyle r\in \mathbb {R} ^{+}}인 닫힌 공 {\displaystyle {\bar {B}}_{r}(x)}는 다음과 같다.
{\displaystyle {\bar {B}}_{r}(x)=\{y\in X\colon d(x,y)\leq r\}}
거리 공간 {\displaystyle X}의 유계 집합 {\displaystyle S\subset X}는 다음 조건을 만족시키는 부분 집합이다.
- {\displaystyle \sup\{d(x,s)\colon s\in S\}<\infty }인 점 {\displaystyle x\in X}가 존재한다.

### 거리 위상
거리 공간 {\displaystyle (X,d)}의 거리 위상(距離位相, 영어: metric topology)은 열린 공들을 기저로 하는 위상이다. 즉, 거리 위상에서의 열린집합은 다음 조건을 만족시키는 부분 집합 {\displaystyle U\subset X}이다.
모든 {\displaystyle x\in U}에 대하여, {\displaystyle B(x,r_{x})\subset U}인 {\displaystyle r_{x}>0}가 존재한다.
거리 위상은 거리 함수 {\displaystyle d\colon X\times X\to [0,\infty )}를 연속 함수로 만드는 가장 엉성한 위상이자, 함수 집합 {\displaystyle (d(x,-)\colon X\to [0,\infty ))_{x\in X}}의 시작 위상이다. 모든 거리 공간은 거리 위상을 통해 표준적으로 위상 공간을 이룬다.

### 완비 거리 공간
모든 코시 수열이 극한을 갖는 거리 공간을 완비 거리 공간이라고 한다.

### 지름
거리 공간 {\displaystyle (X,d)}의 지름(영어: diameter) {\displaystyle \operatorname {diam} X}는 그 속의 두 점 사이의 가능한 거리들의 상한이다.
{\displaystyle \operatorname {diam} X=\sup _{x,y\in X}d(x,y)\in [0,\infty ]}
마찬가지로, 거리 공간의 부분 공간은 거리 공간을 이루므로 그 지름을 정의할 수 있다.
지름이 유한한 거리 공간을 유계 공간이라고 한다.

## 성질
거리 공간 {\displaystyle (X,d)}의 임의의 부분 집합 {\displaystyle Y\subseteq X}에 대하여, {\displaystyle (Y,d|_{Y\times Y})}는 거리 공간을 이룬다.

### 위상수학적 성질
모든 거리 공간은 다음 성질들을 만족시킨다.
- 하우스도르프 공간이다.
- 파라콤팩트 공간이다.
- T6 공간이다.
- 제1 가산 공간이다.

거리 공간 {\displaystyle (X,d)}에 대하여, 다음 조건들이 서로 동치이다.
- {\displaystyle X}는 분해 가능 공간이다.
- {\displaystyle X}는 제2 가산 공간이다.
- {\displaystyle X}는 린델뢰프 공간이다.

## 예
- 실수 {\displaystyle \mathbb {R} }에서, 거리가 절댓값을 이용하여, {\displaystyle d(x,y)=|x-y|}로 정의되었을 때, {\displaystyle (\mathbb {R} ,d)}는 완비 거리 공간이다.
- 유리수의 집합 {\displaystyle \mathbb {Q} \subset \mathbb {R} }은 실수 거리 공간의 부분 공간으로서 거리 공간을 이룬다. 그러나 이는 완비 거리 공간이 아니다.
- 유클리드 공간에서, {\displaystyle \mathbb {R} ^{n}}에서, 거리를 {\displaystyle d(x,y)={\sqrt {\sum _{i=1}^{n}(x_{i}-y_{i})^{2}}}}로 정의하면, {\displaystyle (\mathbb {R} ^{n},d)}는 거리 공간이다. 이렇게 정의된 거리를 유클리드 거리, 이 공간을 n차원 유클리드 공간이라 하며, 보통 자연과학에서 말하는 거리는 이 정의를 따른다. 이는 완비 거리 공간을 이룬다.
- {\displaystyle \mathbb {R} ^{n}}에서 {\displaystyle d_{0}(x-y)=\max _{1\leq i\leq n}{|x_{i}-y_{i}|}}을 거리로 정의하면, {\displaystyle (\mathbb {R} ^{n},d_{0})}는 거리공간이다. 이처럼 같은 집합에 대하여 정의가 가능한 거리는 유일하지 않다. 그러나 두 가지 거리 함수는 같은 위상을 정의한다.

노름 공간 {\displaystyle (V,\Vert \cdot \Vert )}에 대하여, 거리 함수를
{\displaystyle d(x,y)=\|x-y\|}
로 정의한다면, {\displaystyle (V,d)}는 거리 공간이다. 마찬가지로, 노름 공간 {\displaystyle (V,\Vert \cdot \Vert )}에 대하여 거리 함수를
{\displaystyle d_{\text{post}}(x,y)=\|x\|+\|y\|}
로 정의한다면, {\displaystyle (V,d_{\text{post}})}는 거리 공간이다. 이 거리 함수를 우체국 거리(영어: post-office metric)라고 한다.
임의의 연결 리만 다양체 {\displaystyle (M,g)}에 대하여, 거리 함수를
{\displaystyle d(x,y)=\inf _{\gamma \in C^{1}([0,1],M)}\int _{0}^{1}{\sqrt {g^{-1}(\gamma '(s),\gamma '(s))}}\,ds}
로 정의한다면, {\displaystyle (M,d)}는 거리 공간이다.
임의의 집합 {\displaystyle X} 및 양의 실수 {\displaystyle r}에 대하여,
{\displaystyle d(x,y)={\begin{cases}0&x=y\\r&x\neq y\end{cases}}}
는 초거리 함수를 이룬다. 이를 이산 거리 함수라고 한다.
임의의 연결 그래프 {\displaystyle G}에 대하여, 두 꼭짓점 사이의 거리를 이 두 점을 잇는 경로들의 길이의 최솟값으로 정의한다면, 이는 꼭짓점들의 집합 위의 거리 함수를 이룬다.

## 참고 문헌
- Bryant, Victor (1985년 5월). 《Metric Spaces: Iteration and Application》 (영어). Cambridge University Press. ISBN 978-052131897-6.
- Ó Searcóid, Mícheál (2006). 《Metric Spaces》. Springer Undergraduate Mathematics Series (영어). Springer. doi:10.1007/978-1-84628-627-8. ISBN 978-1-84628-369-7. ISSN 1615-2085.

## 같이 보기
- 등거리변환
- 리만 계량, 리만 다양체
- 거리화 가능 공간
- 초거리 공간
- 길이 거리 공간